# Abu Turab Isfahani
Abu Turab Isfahani (auch Abutorab Esfahani; anhörenⓘ Pseudonym: Turaba bzw. Toraba; persisch ابوتراب اصفهانی, DMG Abū Turāb Iṣfahānī, æbutoɾɑb ɛ ɛsfɑhɑni; * 1581 in Isfahan; † 1662 ebenda) war ein prominenter persischer Kalligraf der Nastaliq-Schrift und einer der bekanntesten Kalligrafieschüler Mir Emads.

## Leben
Abu Turab war der Sohn einer großen und reichen Familie aus Isfahan. In den historischen Dokumenten wird sein Geburtsdatum nicht erwähnt, aber da sein in einem Werk von Mirsa Sanglach erwähntes Todesalter 83 war, sollte er 1581 geboren sein.
Sein erster Kalligrafielehrer war Molla Ali Fayesi († 1626). Danach setzte Abu Turab seine Ausbildung bei Mir Emad fort. Er war einer der erfolgreichsten Kalligrafieschüler Mir Emads. Als Mir Emad 1615 getötet wurde, war er die einzige Person, die wagte, ihn zu begraben.
Nach dem Mord Mir Emads wurde Abu Turab der bekannteste persische Kalligraf und bildete zahlreiche Kalligrafen aus. Sein bekanntester Schüler war Mohammad Mohsen Emami. Seine Söhne, Nur ad-Din Mohammed Isfahani und Mohammed Saleh Isfahani, waren auch bedeutende Kalligrafen.
Er starb 1662 im Alter von 83 Jahren in Isfahan und wurde in der Lonban-Moschee begraben.